# Notothixos sulphureus
Notothixos sulphureus är en sandelträdsväxtart som beskrevs av Elmer Drew Merrill. Notothixos sulphureus ingår i släktet Notothixos och familjen sandelträdsväxter. Inga underarter finns listade i Catalogue of Life.